# Història de la Terra

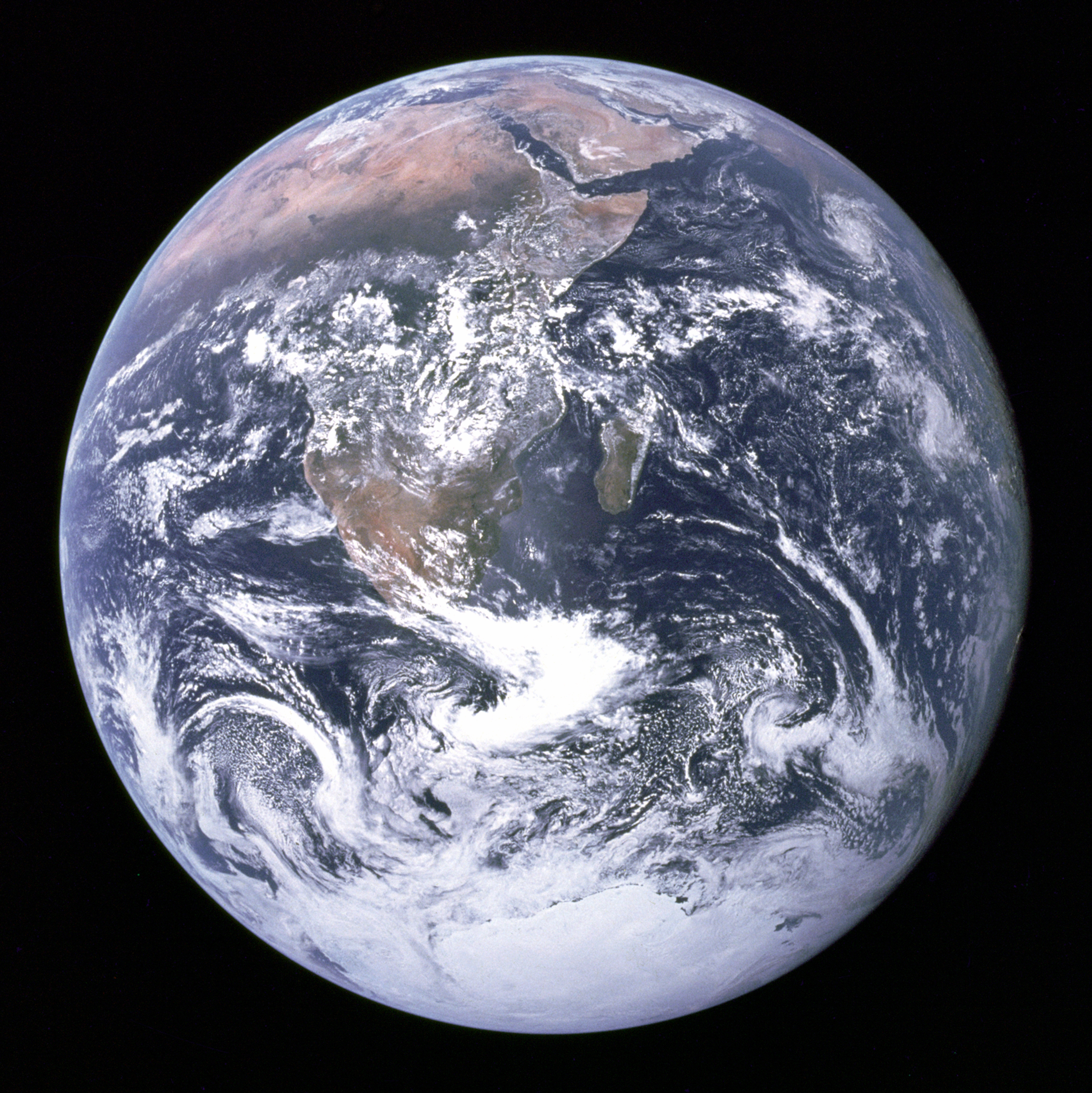
La Terra vista des de l'Apollo 17 (1972)

La història de la Terra abasta els aproximadament 4.600 milions d'anys que van des de la formació de la Terra a partir de la nebulosa presolar fins al present. Aquest article presenta una visió general que en resumeix les teories científiques més acceptades. Per la dificultat de plasmar períodes molt grans, es farà servir una analogia amb un dia terrestre, començant fa exactament 4.567 milions d'anys, amb la formació de la Terra, i acabant ara. Cada segon d'aquest període representa uns 53.000 anys. El big-bang, que es calcula que tingué lloc fa aproximadament 13.700 milions d'anys, passaria quasi dos anys abans que comencés a funcionar aquest rellotge imaginari.

## Origen

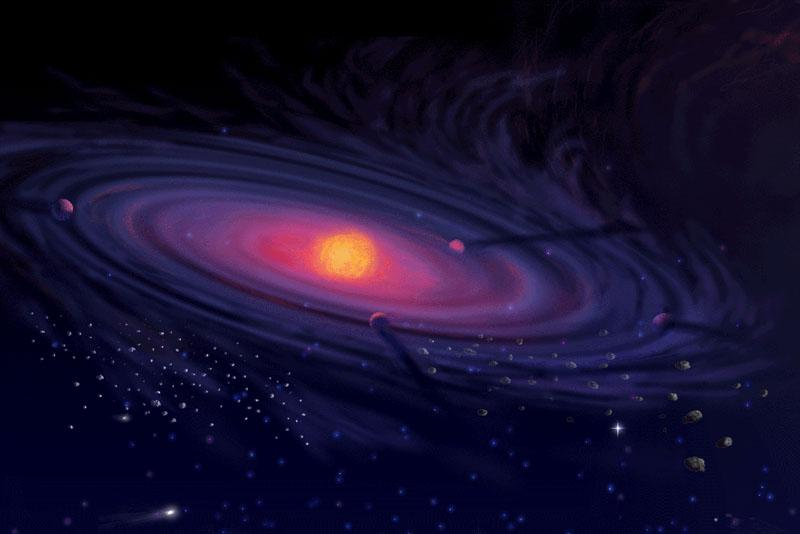
Formació d'un disc protoplanetari al voltant d'un estel (dibuix artístic)

La Terra es formà com a part del naixement del sistema solar; el que més tard esdevindria el sistema solar existia inicialment com un gran núvol de pols, roques i gasos en rotació. Estava compost d'hidrogen i heli produïts en el big-bang, així com d'elements químics expulsats per les explosions de les supernoves. Aleshores, fa uns 4.600 milions d'anys, es pensa que una estrella propera esdevingué una supernova. L'explosió envià una ona expansiva a través de la nebulosa presolar, i en causà la implosió. A mesura que el núvol continuava girant, la gravetat i la inèrcia l'aplanaren en un disc protoplanetari, orientat perpendicularment respecte al seu eix de rotació. La majoria de la massa se'n concentrà al centre i començà a escalfar-se. La implosió d'aquesta matèria donà calor cinètica; com que no es podia escapar, el centre del núvol s'escalfà, permetent la fusió d'hidrogen en heli. El resultat en fou un estel T Tauri, el Sol primitiu. Mentrestant, a mesura que la gravetat feia que la matèria es condensés al voltant de les partícules de pols, la resta del disc es començà a separar en anells. Els fragments més petits col·lidien i es tornaven fragments més grans, que esdevenien protoplanetes. Entre aquests, hi hagué una acumulació de matèria a uns 150 milions de quilòmetres del centre: la Terra. A mesura que el Sol es condensava i s'escalfava, començà a produir-se la fusió nuclear, i el vent solar que en resultà s'endugué la majoria del material del disc que no s'havia condensat en cossos més grans.

## Lluna

Animació (no a escala) de la formació de Teia al punt L₅ de la Terra i la posterior col·lisió amb la Terra, formant la Lluna

L'origen de la Lluna resta incert, encara que els indicis apunten cap a la teoria de l'impacte gegant. És possible que la Terra no hagués estat l'únic planeta que es formà a 150 milions de quilòmetres del Sol. Es pensa que un altre cos es formà a 150 milions de quilòmetres tant del Sol com de la Terra, al seu quart o cinquè punt lagrangià. Aquest planeta, anomenat Teia, hauria estat més petit que la Terra actual, amb una mida i una massa semblants a la de Mart. La seva òrbita podria haver estat estable al principi, però es desestabilitzà a mesura que la Terra incrementava la seva massa amb l'acumulació de més i més material. Teia es «gronxà» endavant i endarrere fins que, fa aproximadament 4.533 milions d'anys (a les 12.10 al nostre rellotge), col·lidí amb la Terra obliquament. La baixa velocitat i l'angle d'impacte no arribaren a destruir la Terra, però una part important de la seva escorça fou expulsada. Els elements més pesants de Teia s'enfonsaren al nucli terrestre, mentre que el material restant i el material expulsat es condensaren en un únic cos en un parell de setmanes. Sota la influència de la seva pròpia gravetat, aquest cos esdevingué més esfèric: era la Lluna.
També es creu que aquest impacte canvià l'eix de la Terra, produint l'obliqüitat de 23,5° que causa les estacions de la Terra (un model ideal i simple dels orígens dels planetes tindria un eix de 0° sense estacions). També podria haver accelerat la rotació de la Terra i iniciat la seva tectònica de plaques.

## Hadeà

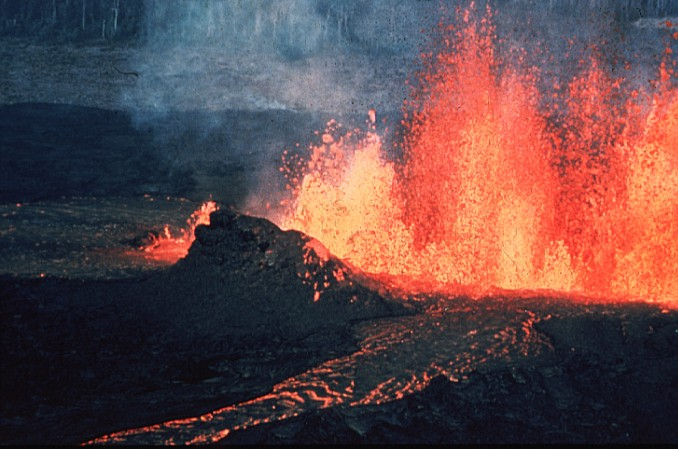
Les erupcions volcàniques foren segurament comunes a la Terra primitiva

La Terra primitiva, a principis de l'eó Hadeà, era molt diferent del món actual. No hi havia oceans i l'atmosfera no tenia oxigen. Rebia l'impacte de planetoides i altres residus de la formació del sistema solar. Aquest bombardeig, juntament amb la calor alliberada pels processos radioactius, la calor residual, i la calor creada per la pressió de la contracció, feia que el planeta es trobés completament fos. Els elements més pesants s'enfonsaren al centre, mentre que els més lleugers pujaren a la superfície, i crearen les diverses capes de la Terra. L'atmosfera primitiva hauria inclòs el material proper de la nebulosa solar, especialment gasos lleugers com ara l'hidrogen o l'heli, però finalment hauria estat eliminada pel vent solar i la mateixa calor terrestre.
Això canvià quan la Terra tenia un radi d'un 40% de l'actual, i l'atracció gravitatòria permeté la retenció d'una atmosfera amb aigua. Les temperatures s'enfonsaren i l'escorça del planeta s'acumulà sobre una superfície sòlida, amb zones foses per grans impactes. Els impactes a gran escala haurien causat una fusió regional i una diferenciació parcial, portant alguns dels elements més lleugers a la superfície o a l'atmosfera.
La superfície es refredà ràpidament, formant l'escorça terrestre en 150 milions d'anys (a les 12.45 al nostre rellotge). Entre fa 4.000 i 3.800 milions d'anys la Terra sofrí un període de bombardeig meteòric. El vapor d'aigua s'escapava de l'escorça mentre que els volcans alliberaven més gasos, i es formà la segona atmosfera terrestre. Els impactes meteòrics, provinents sobretot del cinturó d'asteroides, hi aportaren més aigua. El planeta es refredà i es formaren els primers núvols. La pluja originà els oceans fa 3.800 milions d'anys (al voltant de les 4.00 al nostre rellotge), i probablement encara abans; hi ha indicis recents que indiquen que els oceans es podrien haver començat a formar fa 4.200 milions d'anys (a la 1.50 al nostre rellotge).
La nova atmosfera contenia probablement amoníac, metà, vapor d'aigua, diòxid de carboni i nitrogen, així com petites quantitats d'altres gasos. L'oxigen quedà atrapat amb hidrogen o en minerals a la superfície. L'activitat volcànica era intensa i, sense una capa d'ozó que l'aturés, la radiació ultraviolada inundava la superfície.

## Els inicis de la vida

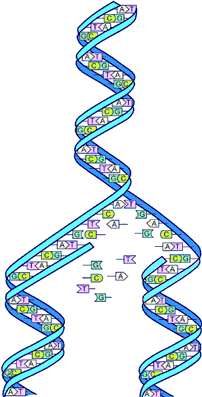
El replicador de totes les formes de vida conegudes és l'àcid desoxiribonucleic. L'ADN és molt més complex que el replicador original i els seus sistemes de replicació són altament elaborats

Tot i que se n'han establert els principis generals, no es coneixen detalls sobre l'origen de la vida. Una de les teories proposades és que la vida, o almenys alguns components orgànics, podria haver arribat a la Terra de l'espai, com postula la teoria de la panspèrmia, mentre que d'altres argumenten que és més probable un origen terrestre. De tota manera, els mecanismes causants de l'aparició de la vida serien similars.
Si la vida hagués començat a la Terra, la data en què començà és força debatuda; potser fa uns quatre mil milions d'anys. D'alguna manera, en el marc de la química energètica de la Terra primitiva, una molècula (o potser alguna altra cosa) aconseguí l'habilitat de fer còpies de si mateixa: el replicador. No es coneix la naturalesa d'aquesta molècula, ja que la seva funció fou presa fa molt de temps pel replicador actual, l'ADN. Quan feia còpies de si mateix, el replicador no era sempre perfecte; algunes còpies tenien un "error". Si aquest canvi eliminava la capacitat de fer còpies de la molècula, ja no hi hauria més còpies, i la línia "s'extingiria". D'una altra banda, algun canvi rar faria que la molècula es repliqués més ràpidament o millor; aquestes línies esdevindrien més nombroses i "prosperarien". A mesura que les matèries primeres ("el menjar") s'exhaurien, les molècules que podien explotar diferents materials, o potser aturar el progrés d'altres molècules i robar-los els recursos, haurien esdevingut més nombroses.
S'han proposat diferents models per explicar com es podria haver desenvolupat aquest replicador. S'han proposat distints tipus de replicador, incloent-hi substàncies químiques orgàniques com ara proteïnes modernes, àcids nucleics, fosfolípids, cristalls o fins i tot sistemes quàntics. Actualment no hi ha cap mètode per a determinar quin d'aquests models s'ajusta a l'origen de la vida a la Terra, si és que algun ho fa. Una de les teories més antigues, i que ha estat treballada detalladament, pot servir com a exemple de com podria haver passat això. L'alta energia dels volcans, els llampecs i els raigs ultraviolats podrien haver causat reaccions químiques que haurien produït partícules més complexes a partir de composts simples com ara el metà i l'amoníac. Entre aquestes hi havia molts dels composts químics orgànics relativament simples que són les peces bàsiques de la vida. A mesura que augmentava la quantitat d'aquesta "sopa orgànica", les diferents molècules començaren a reaccionar entre si. A vegades es creaven molècules més complexes: potser l'argila serví de base per a reunir i concentrar material orgànic.

### El replicador
La presència de certes molècules podria accelerar les reaccions químiques. Tot això continuà durant molt de temps, i les reaccions tenien lloc d'una forma més o menys aleatòria, fins que per casualitat aparegué una nova molècula: el replicador. Aquesta molècula tenia l'estranya propietat de causar reaccions químiques que en produïen una còpia, i aquí començà l'evolució. Altres teories proposen un replicador diferent. En qualsevol cas, en un cert punt el paper del replicador fou pres per l'ADN; totes les formes de vida conegudes (exceptuant alguns virus i els prions) utilitzen l'ADN com a replicador, d'una manera gairebé idèntica (vegeu codi genètic).

## Primera cèl·lula

Perfil transversal d'una membrana cel·lular. Aquesta membrana cel·lular moderna és molt més sofisticada que la simple doble capa de fosfolípids original (les petites esferes blaves amb dues cues). Les proteïnes i els carbohidrats tenen diferents funcions en la regulació del pas de material a través de la membrana i en la interacció amb l'ambient

La vida moderna guarda el seu material replicador ben emmagatzemat dins la membrana cel·lular. És més fàcil entendre l'origen de la membrana cel·lular que el del replicador, ja que les molècules de fosfolípids que componen la membrana cel·lular formen sovint una bicapa de manera espontània quan se les posa dins l'aigua. En certes condicions poden formar-se moltes d'aquestes esferes. No se sap si aquest procés aparegué abans o després de l'origen del replicador, o potser fou el replicador. La teoria més acceptada és que el replicador, que en aquell moment possiblement era l'àcid ribonucleic (hipòtesi del món d'ARN), juntament amb el seu aparell replicador i possiblement altres molècules, ja havia aparegut.
Les protocèl·lules inicials podrien haver esclatat quan creixien massa; els seus continguts podrien haver recolonitzat altres "bombolles". Les proteïnes que estabilitzaven la membrana o que tenien un paper en la divisió ordenada de les cèl·lules haurien impulsat la proliferació d'aquests llinatges de cèl·lules. L'ARN és un bon candidat per al replicador inicial perquè pot emmagatzemar informació genètica i catalitzar reaccions. En algun moment, l'ADN prengué aquest paper, i les proteïnes conegudes com a enzims passaren a ocupar-se de la catàlisi, deixant que l'ARN transferís informació i controlés el procés. Hi ha la creença, cada cop més estesa, que aquestes cèl·lules primitives podrien haver evolucionat prop de guèisers submarins coneguts com a black smokers.
Nogensmenys, es creu que d'aquesta varietat de cèl·lules, o protocèl·lules, només en sobrevisqué un tipus. Els indicis suggereixen que l'últim avantpassat comú universal visqué a principis de l'eó Arqueà, fa uns 3.500 milions d'anys (a les 5.30 al nostre rellotge imaginari) o encara abans. Aquesta cèl·lula UACU és l'avantpassada de totes les cèl·lules i, per tant, de tota la vida a la Terra. Probablement es tractava d'un procariota, amb membrana cel·lular i probablement amb ribosomes, però sense nucli ni orgànuls dins la membrana, com serien els mitocondris o els cloroplasts. Com totes les cèl·lules modernes, feia servir l'ADN com a codi genètic, l'ARN per a la transmissió d'informació i la síntesi de proteïnes, i enzims per a catalitzar les reaccions. Alguns científics creuen que l'últim avantpassat comú universal no era un únic organisme sinó una població d'organismes que s'intercanviaven gens en una transferència horitzontal de gens.

## Fotosíntesi i oxigen

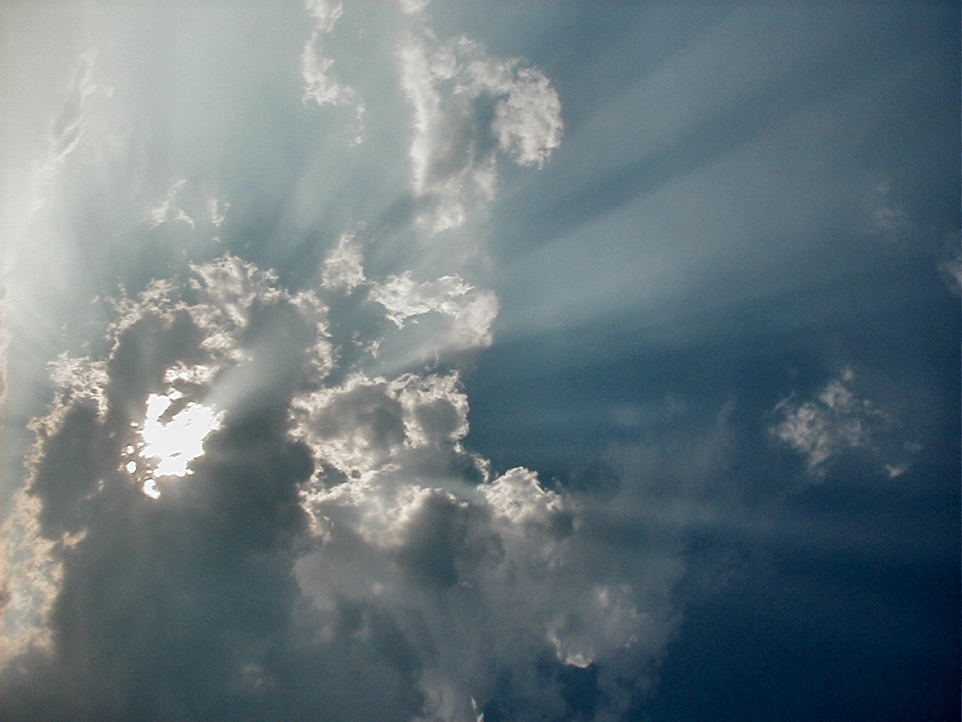
L'aprofitament de l'energia solar comportà diversos canvis capitals en la vida a la Terra

És probable que les cèl·lules inicials fossin totes heteròtrofes, utilitzant les molècules orgàniques properes (fins i tot les d'altres cèl·lules) com a matèria primera i font d'energia. A mesura que les fonts alimentàries s'exhauriren, algunes cèl·lules desenvoluparen una nova estratègia. En lloc d'explotar les fonts minvants de molècules orgàniques en estat lliure, aquestes cèl·lules adoptaren la llum solar com a font d'energia. Hi ha diverses estimacions, però fa 3.000 milions d'anys (a les 8.00 al nostre rellotge), probablement ja havia aparegut quelcom de semblant a la fotosíntesi moderna. Això feu que l'energia solar pogués ser aprofitada no sols pels autòtrofs, sinó també pels heteròtrofs que els consumien. La fotosíntesi utilitzava els abundants diòxid de carboni i aigua com a matèries primeres i, amb l'energia de la llum solar, produïa molècules orgàniques riques en energia (carbohidrats).
A més, la fotosíntesi deixava anar oxigen com a residu. Al principi s'unia amb pedra calcària, ferro i altres minerals. Hi ha proves substancials d'aquest fet en les capes riques en òxids de ferro que corresponen a aquest període. Els oceans s'haurien tornat de color verd a mesura que l'oxigen reaccionava amb els minerals. Quan les reaccions arribaren a la seva fi, l'oxigen començà finalment a acumular-se a l'atmosfera. Malgrat que cada cèl·lula produïa una quantitat ínfima d'oxigen, la combinació del metabolisme de moltes cèl·lules durant un vast període transformà l'atmosfera terrestre en el que és actualment.
Aquesta és, doncs, la tercera atmosfera de la Terra. Una part de l'oxigen fou estimulat per la radiació ultraviolada del Sol i es convertí en ozó, que s'acumulà en una capa a la part alta de l'atmosfera. La capa d'ozó absorbia, i encara absorbeix, una part significativa dels raigs ultraviolats que abans travessaven l'atmosfera. Això permeté a les cèl·lules colonitzar la superfície de l'oceà i, més endavant, la terra ferma: sense la capa d'ozó, el bombardeig continu de raigs ultraviolats hauria causat un nivell insostenible de mutacions en les cèl·lules que hi estiguessin exposades. A part de subministrar grans quantitats d'energia a les formes de vida i aturar la radiació ultraviolada, els efectes de la fotosíntesi tingueren una tercera influència que canvià el món. L'oxigen era tòxic; és probable que gran part de la vida a la Terra s'extingís a mesura que el nivell d'aquest gas creixia (la catàstrofe de l'oxigen). Els organismes resistents sobrevisqueren i prosperaren, i alguns d'ells desenvoluparen la capacitat d'usar l'oxigen per a millorar el seu metabolisme i extreure més energia dels mateixos aliments.

## Endosimbiosi i tres dominis de la vida

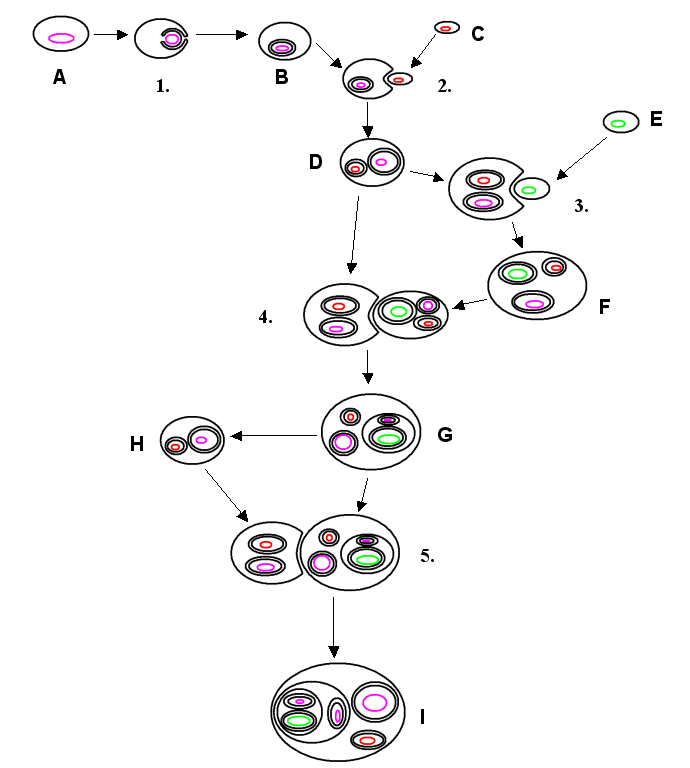
Alguns dels camins que podrien haver conduït a organismes endosimbiòtics

La taxonomia moderna classifica la vida en tres dominis. El temps de l'origen d'aquests dominis és objecte d'especulació. Probablement, els bacteris foren els primers a separar-se de les altres formes de vida (anomenades Neomura), però aquesta suposició és controvertida. Poc després, fa uns 2.000 milions d'anys, els Neomura es dividiren en Archaea i Eukarya. Les cèl·lules eucariotes són més grans i complexes que les procariotes (Bacteria i Archaea), i el coneixement que es té de l'origen d'aquesta complexitat és recent. En aquest temps, una cèl·lula bacterial, propera a la Rickettsia actual, s'introduí en una cèl·lula procariota més gran. És possible que la cèl·lula gran intentés digerir la petita però no ho aconseguí, potser a causa de l'aparició de les defenses contra els predadors, o potser la cèl·lula petita intentà parasitar la gran; fos com fos, sobrevisqué a l'interior de la gran.
La cèl·lula petita, utilitzant oxigen, fou capaç de metabolitzar els residus de la cèl·lula gran i extreure'n més energia, de la qual una part tornava a l'hostatjadora. La cèl·lula petita es replicà dins la gran, i aviat s'hi desenvolupà una relació simbiòtica estable. Amb el temps, l'hostatjadora adquirí alguns gens de les cèl·lules més petites, i els dos tipus d'organisme es tornaren interdependents: la cèl·lula gran no podia sobreviure sense l'energia produïda per les petites, i aquestes no podien sobreviure sense la matèria primera que els subministrava la cèl·lula gran. Aquesta simbiosi entre la cèl·lula gran i les petites del seu interior es desenvolupà fins al punt que es considera que es convertiren en un únic organisme, amb les cèl·lules petites classificades com a orgànuls amb el nom de mitocondris.
Passà quelcom de semblant amb els cianobacteris fotosintètics que s'introduïren dins cèl·lules heteròtrofes més grans, convertint-se en cloroplasts. Probablement com a resultat d'aquests canvis, un llinatge de cèl·lules amb capacitat de fotosíntesi se separà dels altres eucariotes fa un xic més de 1.000 milions d'anys. Segurament hi hagué diverses instàncies d'aquest fenomen, com es veu a la imatge de la dreta. A part de la teoria endosimbiòtica de l'origen cel·lular dels mitocondris i cloroplasts, àmpliament acceptada, s'ha suggerit que les cèl·lules portaren als peroxisomes, les espiroquetes als cilis i flagels, i que un virus ADN podria haver donat peu al nucli cel·lular tot i que cap d'aquestes teories no s'ha guanyat gaire acceptació. Durant aquest període, es creu que existí el supercontinent Colúmbia, probablement fa entre 1.800 i 1.500 milions d'anys; és el supercontinent més antic.

## Els organismes pluricel·lulars

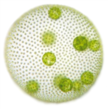
Es creu que Volvox és similar a les primeres plantes pluricel·lulars

Els arqueus, els bacteris i els eucariotes continuaren diversificant-se i tornant-se més sofisticats i més ben adaptats al seu medi ambient. Cada domini es dividí repetidament en múltiples llinatges, tot i que no se sap gaire sobre la història dels arqueus i bacteris. Fa uns 1.100 milions d'anys, el supercontinent de Rodínia s'estava formant. Els llinatges de plantes, animals i fongs ja s'havien separat, tot i que encara existien com a cèl·lules solitàries. Algunes d'aquestes vivien en colònies, i gradualment hi començà a aparèixer la divisió de funcions; per exemple, les cèl·lules de la perifèria podrien haver començat a assumir papers diferents dels de les de l'interior.
Fa uns 1.100 milions d'anys aparegueren les primeres plantes pluricel·lulars, probablement cloròfits, tot i que la línia que separa una colònia amb cèl·lules especialitzades dels organismes pluricel·lulars no és sempre clara. És probable que fa uns 900 milions d'anys, la veritable pluricel·lularitat s'hagués desenvolupat també en els animals. Se suposa que al principi era semblant a la de les esponges de mar actuals, en què totes les cèl·lules són totipotents i un organisme danyat es pot regenerar. A mesura que la divisió de funcions es feia més completa en tots els llinatges d'organismes pluricel·lulars, les cèl·lules esdevingueren més especialitzades i més dependents l'una de l'altra; les cèl·lules aïllades morien.
Molts científics creuen que fa uns 770 milions d'anys començà una època glacial tan severa que es congelà la superfície de tots els oceans (Terra bola de neu). Finalment, després de 20 milions d'anys, sorgí prou de diòxid de carboni de les erupcions volcàniques per a causar un efecte d'hivernacle que provocà una elevació de les temperatures globals. Al mateix període, fa uns 750 milions d'anys, Rodínia començà a fragmentar-se.

## Colonització de la terra

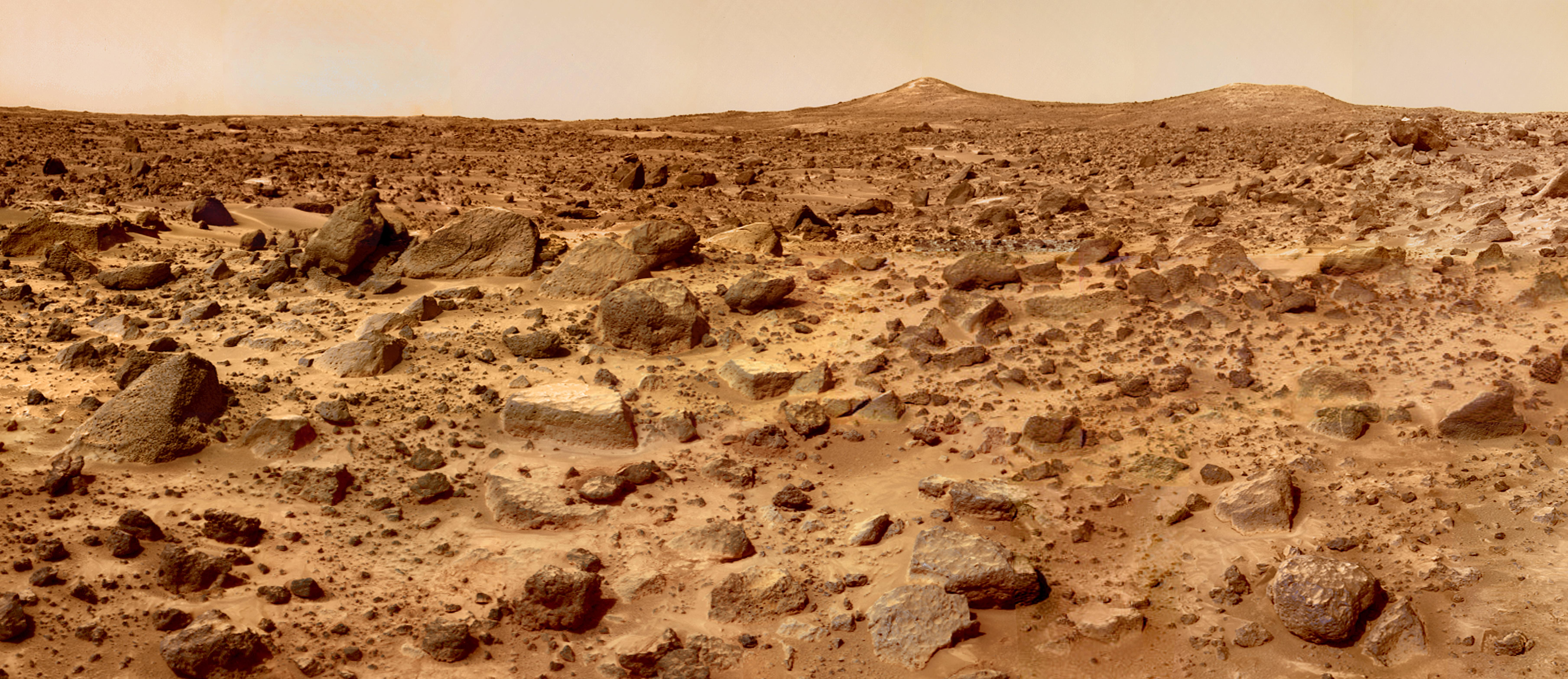
Durant la major part de la història de la Terra no hi hagué organismes pluricel·lulars en terra ferma. Algunes parts de la superfície podrien haver-se assemblat a aquesta vista del planeta Mart

L'acumulació d'oxigen a l'atmosfera terrestre portà a la formació d'ozó, que formà una capa que bloquejà la majoria dels rajos ultraviolats que arriben del Sol. Per això, els organismes unicel·lulars que arribaren a la terra tenien més possibilitats de sobreviure, i els procariotes començaren a multiplicar-se i a adaptar-se per a la supervivència fora de l'aigua. És probable que els procariotes ja haguessin colonitzat la terra fa 2.600 milions d'anys, abans fins i tot de l'origen dels eucariotes. Durant molt de temps, la terra restà deserta i sense organismes pluricel·lulars. El supercontinent Pannòcia es formà fa 600 milions d'anys i es fragmentà només 50 milions d'anys més tard. Els peixos, els vertebrats més antics, evolucionaren als oceans fa uns 530 milions d'anys. Una gran extinció massiva tingué lloc cap a la fi del període Cambrià, que acabà fa 488 milions d'anys.
Fa uns quants centenars de milions d'anys, començaren a créixer plantes (probablement similars a les algues) i fongs a les aigües somes, i més tard fora de l'aigua. Els fòssils més antics de plantes i fongs terrestres daten de fa 480-460 milions d'anys, tot i que les anàlisis moleculars suggereixen que els fongs podrien haver arribat a la terra fa uns 1.000 milions d'anys i les plantes fa uns 700 milions d'anys. Al principi romangueren propers a la riba, però una sèrie de mutacions i variacions els permeté avançar en la colonització d'aquest nou medi. No es coneix el moment en què els animals abandonaren l'oceà per primer cop: la prova clara més antiga és l'existència d'artròpodes a la terra fa uns 450 milions d'anys, que possiblement prosperaven i s'adaptaven millor gràcies a l'enorme quantitat d'aliments que els proporcionaven les plantes terrestres. També hi ha indicis no confirmats que els artròpodes podrien haver arribat a la terra fa 530 milions d'anys.
A finals del període Ordovicià, fa 440 milions d'anys, tingueren lloc més extincions massives, potser a causa d'una nova època glacial. Més endavant, ara fa uns 380-375 milions d'anys, els primers tetràpodes evolucionaren dels peixos. Es creu que possiblement les aletes es transformaren per convertir-se en membres que permeteren als primers tetràpodes recolzar-se per treure el cap fora de l'aigua i respirar aire. Això els permetria sobreviure en aigües pobres en oxigen o perseguir preses petites a les aigües somes. El següent pas evolutiu permeté que poguessin sortir a terra ferma durant períodes curts. Finalment, alguns d'ells s'adaptaren tan bé a la vida terrestre que començaren a passar la seva vida adulta a la terra, tot i que havien de néixer en el medi aquàtic i en aquest medi hi seguien realitzant la posta dels ous. Així aparegueren els amfibis. Fa uns 365 milions d'anys tingué lloc un altre període d'extincions, causat possiblement per un refredament global. Les plantes desenvoluparen llavors, cosa que accelerà dràsticament la seva expansió a la terra durant aquest període.

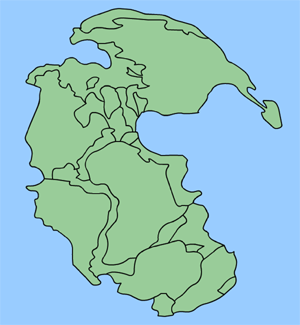
Pangea, el supercontinent més recent, existí entre fa 300 i 180 milions d'anys. El mapa mostra el perfil dels continents actuals i altres masses terrestres.

Uns vint milions d'anys més tard, fa 340 milions d'anys, l'aparició de l'ou amniòtic permeté la posta d'ous a la terra ferma, cosa que suposà un gran avantatge per als embrions dels tetràpodes. Això donà com a resultat la separació entre amniotes i amfibis. Uns trenta milions d'anys després, els sinàpsids (incloent-hi els mamífers) se separaren dels sauròpsids (incloent-hi els ocells i els rèptils no aviaris i no mamífers). Per descomptat, continuaren evolucionant altres grups d'organismes i apareixent nous llinatges, però els detalls no en són gaire coneguts. Fa 300 milions d'anys es formà el supercontinent més recent, Pangea.
L'extinció massiva més gran de la història de la Terra, l'extinció permiana, tingué lloc fa 250 milions d'anys, al límit dels períodes Permià i Triàsic; el 95% de la vida a la Terra s'extingí, possiblement a causa dels trapps siberians, un esdeveniment de gran activitat volcànica. El descobriment d'un cràter amagat sota la capa de glaç de l'Antàrtida Oriental ha suggerit una nova teoria que un meteorit causà l'extinció i inicià la fragmentació de Gondwana, creant la falla tectònica que impulsà Austràlia cap al nord. Tanmateix, la vida resistí, i fa uns 230 milions d'anys, els dinosaures es diferenciaren dels seus avantpassats rèptils. Una extinció a finals del Triàsic no afectà gaire els dinosaures i fa uns 200 milions d'anys ja es trobaven en una posició dominant entre els vertebrats. Malgrat que alguns llinatges de mamífers es començaren a separar durant aquest període, els mamífers d'aquella època eren amb tota probabilitat petits animals similars a les musaranyes.
Fa 180 milions d'anys, Pangea es fragmentà en Lauràsia i Gondwana. La frontera entre dinosaures aviaris i no aviaris no és clara, però l'arqueòpterix, considerat tradicionalment un dels primers ocells, aparegué fa uns 150 milions d'anys. Els indicis més antics de plantes amb flor corresponen al període Cretaci, uns vint milions d'anys després, és a dir, fa uns 132 milions d'anys. La competència de les aus conduí molts gèneres de pterosaure a l'extinció, i els dinosaures ja estaven en declivi per diversos motius quan, fa 65 milions d'anys, un meteorit d'uns 10 quilòmetres de diàmetre impactà amb la Terra just davant de la península del Yucatán, expulsant enormes quantitats de pols i vapor a l'aire, que blocaren la llum solar, evitant la fotosíntesi. La gran majoria d'animals de grans dimensions, incloent-hi els dinosaures no aviaris, s'extingiren, i això marcà la fi del Cretaci i de l'era Mesozoica.
A partir d'aleshores, durant el Paleocè, els mamífers no trigaren a diversificar-se, créixer i esdevenir els vertebrats dominants. L'últim avantpassat comú de tots els primats degué viure uns dos milions d'anys més tard, fa uns 63 milions d'anys. Cap a finals de l'Eocè, fa 40 milions d'anys, alguns mamífers terrestres ja havien tornat als oceans i evolucionat en els avantpassats dels dofins i de les balenes.

## Éssers humans
Un petit primat africà que visqué fa uns sis milions d'anys fou l'últim avantpassat comú dels humans actuals i els seus parents més propers, els bonobos i ximpanzés. Només dues de les branques d'aquest arbre evolutiu no s'han extingit. Poc després de la separació, i per raons que encara són debatudes, els primats d'una de les branques desenvoluparen l'habilitat de caminar dempeus. La mida del cervell augmentà ràpidament, i fa uns 2 milions d'anys ja havien aparegut els primers animals classificats en el gènere Homo. Evidentment, la línia que separa diferents espècies o fins i tot gèneres és bastant arbitrària, car els organismes canvien contínuament amb cada generació.
Durant el mateix període, l'altra branca es dividí en els avantpassats del ximpanzé comú i els avantpassats del bonobo, mentre que l'evolució continuava simultàniament en totes les formes de vida. És probable que els primers a manipular el foc fossin els Homo erectus (o Homo ergaster), fa almenys 790.000 anys, però podria ser que es remuntés a fa 1,5 milions d'anys. És més difícil establir l'origen del llenguatge; no és clar si Homo erectus podria parlar o si Homo sapiens fou el primer a aconseguir-ho.
A mesura que la mida del cervell creixia, les cries naixien més aviat, abans que els seus caps fossin massa grans per passar per la pelvis. Per tant, mostraven més neuroplasticitat i posseïen una capacitat especial d'aprendre, però eren dependents dels pares durant més temps. Les habilitats socials es tornaren més complexes, el llenguatge més avançat i les eines més elaborades. Això portà a encara més cooperació i a un major desenvolupament cerebral.
Es creu que els humans anatòmicament moderns, Homo sapiens, s'originaren fa uns 200.000 anys a Àfrica; els fòssils més antics daten de fa aproximadament 160.000 anys. Els primers humans que presenten proves d'espiritualitat són els neandertals, sovint classificats com una espècie diferent que s'extingí; enterraven els morts, generalment amb menjar o eines. Nogensmenys, no aparegueren proves de cultes més sofisticats fins fa uns 32.000 anys, amb les pintures rupestres dels cromanyons, que probablement tenien un significat màgic o religiós. Els cromanyons també deixaren figures de pedra com ara la Venus de Willendorf, probablement una estàtua amb un significat religiós. Fa 11.000 anys, Homo sapiens ja havia arribat a l'extrem meridional d'Amèrica del Sud, l'últim dels continents no habitats, amb l'excepció de l'Antàrtida. L'ús d'eines i el llenguatge continuaren perfeccionant-se, i les relacions interpersonals esdevingueren més complexes.

## Civilització

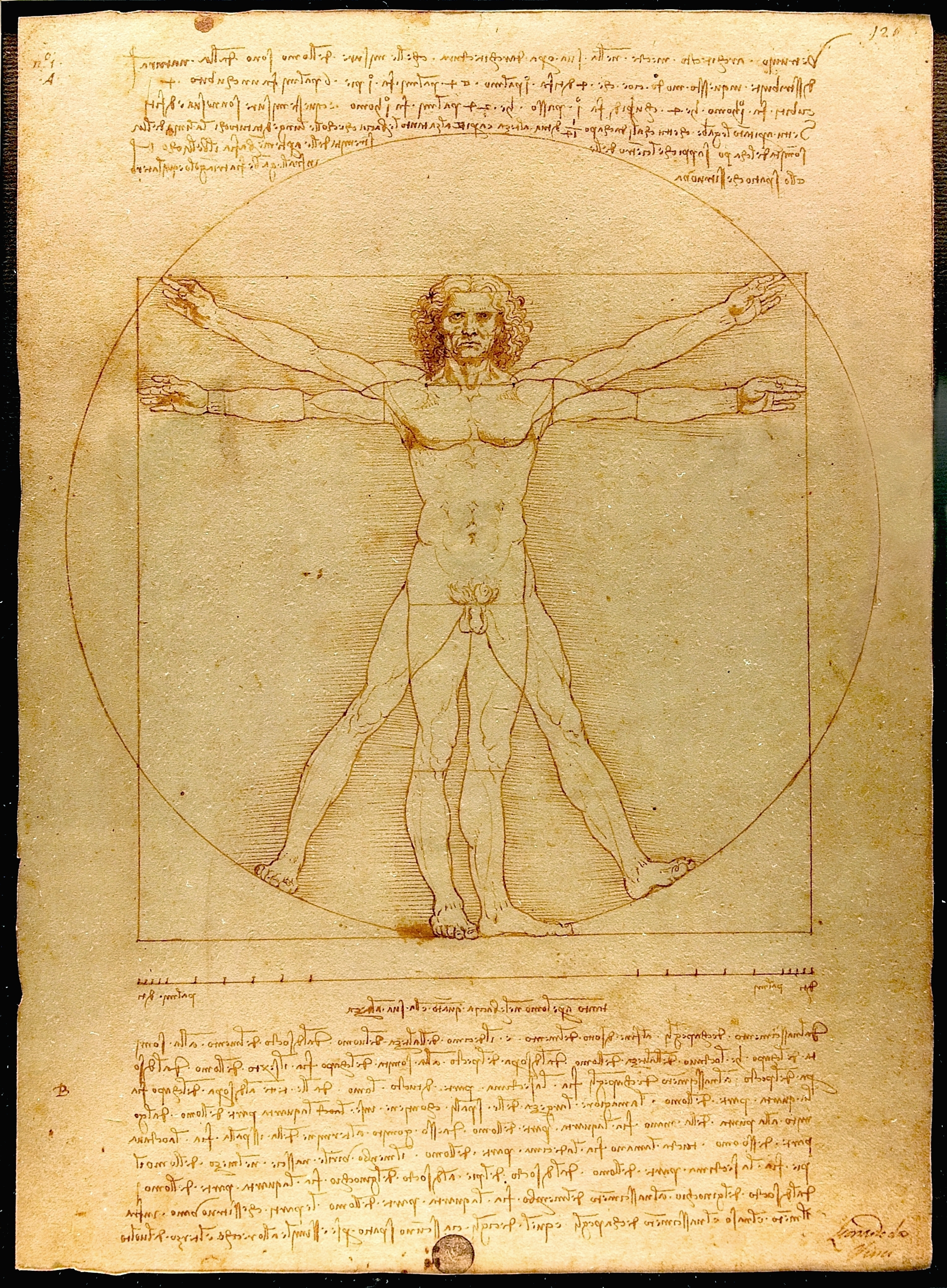
L'Home de Vitruvi de Leonardo da Vinci és una mostra dels avenços en l'art i la ciència que tingueren lloc durant el Renaixement

Durant més del noranta per cent de la seva història, l'Homo sapiens visqué en petits grups de caçadors recol·lectors nòmades. A mesura que el llenguatge esdevenia més complex, la capacitat de recordar i transmetre informació donà un nou tipus de replicador: el mem. Les idees podien intercanviar-se ràpidament i ser transmeses a les generacions següents. L'evolució cultural sobrepassà ràpidament l'evolució biològica i comença la història com a tal. Entre fa 10.500 i 9.000 anys, els humans que vivien al Creixent Fèrtil, a Mesopotàmia, començaren el conreu sistemàtic de plantes i animals: l'agricultura.
L'habilitat de conrear es transmeté a les regions veïnes, i també es desenvolupà independentment arreu del món, fins que la majoria d'Homo sapiens vivien de forma sedentària en assentaments permanents. Tanmateix, no totes les societats abandonaren el nomadisme, especialment les que vivien en zones pobres en plantes domesticables, com Austràlia. Tanmateix, entre les civilitzacions que sí que adoptaren l'agricultura, la seguretat relativa i l'augment de la productivitat que oferia permeteren un creixement de la població. L'agricultura tingué un impacte profund; els humans començaren a afectar el medi ambient com mai ho havien fet. Els excedents alimentaris permeteren l'establiment d'una classe clerical o governant, i més tard un repartiment de funcions. Això portà a la primera civilització de la Terra, a Sumer, entre el mil·lenni IV aC i el III aC. Aviat en sorgiren més a l'antic Egipte i a la vall de l'Indus.
A partir del 3000 aC, l'hinduisme, una de les religions més antigues que encara es practiquen avui, comença à prendre forma. Aviat n'aparegueren altres. La invenció de l'escriptura permeté l'aparició de societats complexes: els registres i les biblioteques servien com a magatzem de coneixements i incrementà la transmissió cultural d'informació. Els humans ja no havien de passar tot el temps treballant per sobreviure: la curiositat i l'educació foren el motor de la recerca de coneixements i saviesa. Aparegueren diverses disciplines, incloent-hi la ciència (en estat primitiu). Nasqueren noves civilitzacions que comerciaven les unes amb les altres i que guerrejaven pel control de territoris i recursos: es formaren els primers imperis. Al voltant del 500 aC hi havia imperis a l'Orient Pròxim, l'Iran, l'Índia, la Xina i Grècia, en un estat més o menys igualat; a vegades s'expandia un imperi, i més tard declinava o perdia terreny.
Al segle xiv començà el Renaixement a Itàlia, amb canvis profunds en religió, art i ciència. A partir de 1500, les civilitzacions europees iniciaren uns canvis que menarien a la revolució científica i a la industrial: Europa començà a exercir un domini polític i cultural sobre les societats humanes d'arreu del planeta.

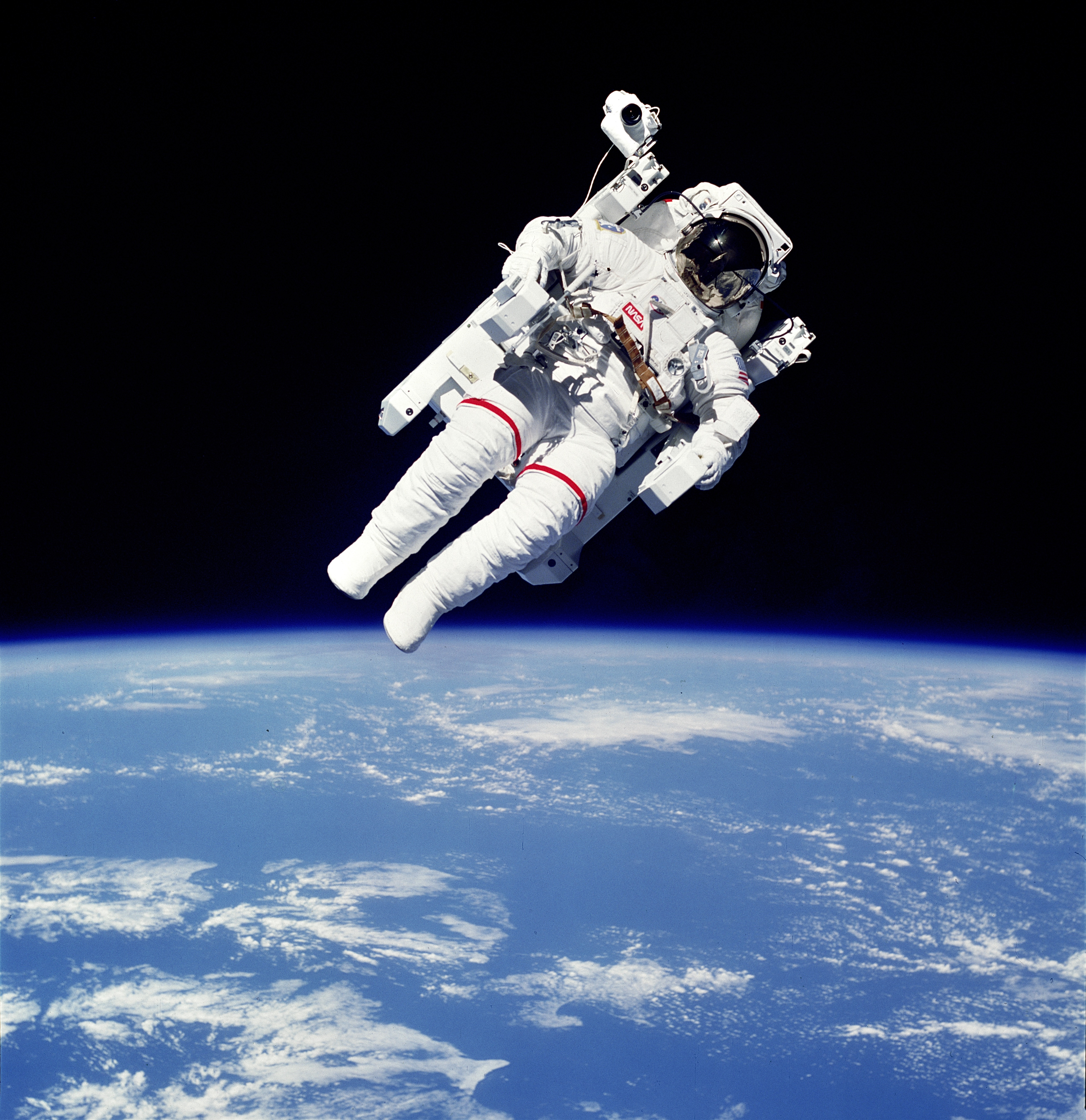
4.600 milions d'anys després, una de les formes de vida de la Terra sobrepassà la biosfera i per primer cop la Terra fou vista des de l'espai

Ja en el segle xx, algunes nacions d'arreu del món s'enfrontaren en les guerres mundials entre 1914 i 1918 i entre 1939 i 1945. Després de la Primera Guerra Mundial, es formà la Societat de Nacions, el primer pas cap a un govern mundial; després de la Segona Guerra Mundial fou substituïda per les Nacions Unides. El 1992, diversos estats europeus s'uniren en la Unió Europea. A mesura que milloraven els transports i les comunicacions, l'economia i els assumptes polítics dels estats d'arreu del món s'han anat entrelligant. Aquesta globalització és causa de discòrdia, tot i que també ha augmentat la col·laboració entre països.

## Esdeveniments recents
Els canvis han continuat a un ritme ràpid des dels anys 40 fins avui dia. Els avenços tecnològics inclouen les armes nuclears, els ordinadors, l'enginyeria genètica i la nanotecnologia. La globalització econòmica, impulsada pels avenços en les comunicacions i el transport, ha canviat la vida quotidiana de moltes parts del món. Realitats culturals i institucionals com la democràcia, el capitalisme i l'ecologisme han incrementat la seva influència. Problemes com les malalties, la guerra, l'escalfament global i la pobresa hi continuen presents.
El 1957, la Unió Soviètica llançà l'Spútnik 1, el primer satèl·lit artificial i, poc després, Iuri Gagarin esdevingué el primer humà a l'espai. L'any 1969 Neil Armstrong és el primer ésser humà a trepitjar la Lluna. Cinc agències espacials, que representen més de quinze estats diferents, han treballat ensems per construir l'Estació Espacial Internacional. A bord de l'estació, hi ha hagut humans a l'espai ininterrompudament des del 2000.